# دیوید مک‌دوگال
دیوید مک‌دوگال (انگلیسی: David McDougal; ۲۷ سپتامبر ۱۸۰۹ – ۷ اوت ۱۸۸۲) فرد نظامی اهل ایالات متحده آمریکا بود.